# Distylodon
Distylodon là một chi thực vật có hoa trong họ, Orchidaceae.